# Placa de fósforo fotoestimulable

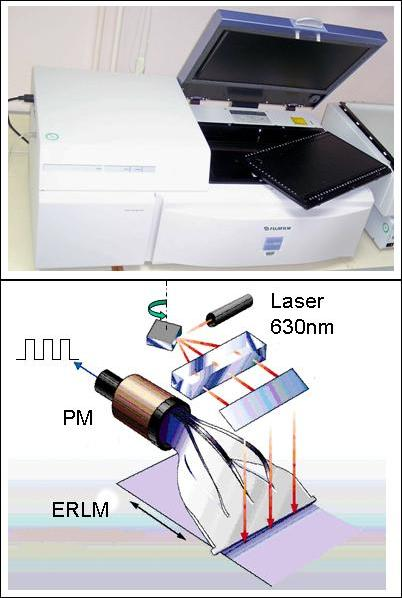
Escáner Fujifilm FLA7000 - Descripción del proceso de lectura de una Placa de fósforo fotoestimulable (ERLM) mediante un haz láser desviado por un espejo giratorio poligonal. Los fotones de la luminiscencia son canalizados a través de una guía de luz hacia el tubo fotomultiplicador (PM).

 Placa de fósforo fotoestimulable  (PSP:  photostimulable phosphor plate ), también conocida como  placa de imagen  (IP:  Imaging Plate ) o  placa radioluminiscent , es una placa metaestable ampliamente utilizada en el campo de la Radiología/Radiografía digitales, con una tecnología que recibe el nombre de radiografía computarizada (CR), en directa competencia con la (DR) que emplea el panel detector plano digital ( Flat Panel detector ). 

El fenómeno utilizado en este tipo de tecnología también se conoce como  luminiscencia fotoestimulable  ( PSL ).
Esta tecnología permite el almacenamiento de una señal radiactiva débil en una placa de fósforo que toma el lugar del casete de película fotográfica utilizado en una radiografía clásica. Normalmente se puede utilizar para grabar una imagen bidimensional de una radiación de corta longitud de onda (en general, una radiación de rayos X).
A diferencia de una placa fotográfica, una placa del tipo PSP puede ser reutilizada muchas veces: Las placas pueden ser "borradas", mediante la exposición de la placa a una luz blanca de intensidad ambiental.

## Explicación del proceso
Para la generación de una imagen hay que exponer placa metaestable dos veces: la primera exposición, "graba" la imagen con la radiación de la muestra, y entonces, una segunda exposición (en general hecha mediante un láser de longitud de onda visible) "lee" la imagen.

### Exposición inicial
Con la exposición inicial, los electrones excitados de la capa de fósforo quedan "atrapados" en "centros de color" dentro del enrejado cristalino hasta que son estimulados por la segunda iluminación. Por ejemplo, la capa de fósforo fotoestimulable de Fujifilm está depositada sobre un soporte de película de poliéster flexible con un tamaño de grano de alrededor de 5 Micrómetro (unidad de longitud)s, y tiene una composición definida mayormente como "fluorobromuro de bario, aunque contiene una pequeña cantidad de europio bivalente como centro de luminiscencia ".
El europio es un catión divalente que reemplaza el bario para crear una solución sólida. Cuando los iones de Eu  2+ son golpeados por la radiación ionizante, pierden un electrón adicional para convertirse en iones de Eu 3+ . Estos electrones penetran en la banda de conducción del cristal y quedan atrapadas dentro de la red vacía de los iones de bromo de los cristales de fluorobromuro de bario.

### Segunda exposición
Este estado metaestable es más alto en energía que el estado original, por lo que una fuente de luz de frecuencia más baja, al incidir sobre los electrones atrapados en la banda de conducción, a pesar de tener una energía insuficiente para crear más iones Eu 3+ , los hace volver a su estado primitivo.
A medida que estos electrones movilizados encuentran iones Eu  3+, liberan una luminiscencia azul-violeta de 400 nm. Esta luz se produce en una cantidad proporcional al número de electrones atrapados inicialmente, y por tanto, proporcional a la señal de rayos X original, siendo captada por un escáner especial (normalmente mediante un tubo fotomultiplicador), que convierte la señal resultante en una imagen digital.

## Historia
La empresa japonesa Fujifilm fue la pionera en el uso comercial de las  placas de fósforo fotoestimulable , al lanzar al mercado en 1980 el  Phosphorimager , nombre con que se pasó a conocer el dispositivo empleado para leer la  placa de fósforo fotoestimulable  (a veces abreviado como  PhosphoImager ), con su aplicación más común en la biología molecular para detectar radiomarcadores en proteínas y ácidos nucleicos fosforilados.

## Utilización

### Medical X-ray Imaging
Hoy en día en los hospitals modernos, las placas con tecnología PSP utiliza para imágenes de rayos X en lugar de la placa fotográfica clásica, en un proceso llamado radiografía computarizada debido a que las  placas de fósforo fotoestimulable  pueden ser utilizadas muchas veces, inmediatamente una tras otra.

### Estudios de difracción de los rayos X
Las  placas de fósforo fotoestimulable  se han utilizado en numerosos estudios de cristalografía.